# Mederdra
Mederdra (arabisch المذرذرة, DMG al-Muḏarḏara) ist eine Stadt in der Verwaltungsregion Trarza von Mauretanien und Hauptstadt des Départements Mederdra.

## Geographische Lage
Der Hauptort der Gemeinde Mederdra liegt 133 Kilometer südlich von Nouakchott im Südwesten des Landes in der südlichen Sudanzone auf etwa 31 m Meereshöhe und 49 Kilometer vor der Grenze am Senegal bei Rosso.

## Bevölkerung
Die Bevölkerungszahl der Gemeinde hat in den Jahren 2000 bis 2023 von 6858 auf 8803 Einwohner zugenommen. Der Hauptort selbst hat 5462 Einwohner (2023). Daneben gibt es noch 16 andere bewohnte Orte.

## Verkehr
Die einzige asphaltierte Piste erreicht Mederdra von Nordwesten her aus Richtung Nouakchott kommend. Sie zweigt in Tiguent El Jedid von der mauretanischen N2 ab und ist 50 Kilometer lang. Nach Rosso im Süden und R’Kiz im Osten gehen nur Staubpisten ab.

## Städtepartnerschaften
- Lieusaint (Seine-et-Marne), Frankreich